# Abel Abelsøn
Abel Abelsøn (født 1252, død 2. april 1279), lensherre af Langeland, var den tredje søn af kong Abel af Danmark, hertug af Slesvig og han var yngre broder til Valdemar III, hertug af Slesvig og Erik I, hertug af Slesvig. Som medlem af den hertugelige familie, holdt han flere len i det sydlige Danmark.

## Liv og gerning
Abel blev født i 1252 som den tredje og posthume søn af kong Abel af Danmark, hertug af Slesvig, og hans hustru, Mechtilde af Holsten. I forliget med sin broder Erik efter dødsfaldet af deres ældre broder Hertug Valdemar III modtog Abel byerne Svendborg, Rudkøbing og muligvis også Faaborg på Fyn, og som len Langeland.
Abel døde påskedag 1279 i Svendborg og blev begravet i byens gråbrødrekloster.
Han blev gift med en datter af Gunzelin III, greve af Schwerin. Ved sin død efterlod han sig kun en datter Margarete, der kom i kloster i Zarrentin i Mecklenburg og donerede sin faders ejendomme til hendes slægtninge, greverne af Holsten. De solgte dem senere til kong Erik Menved.